# Подгорская (Карелия)
Подгорская — деревня в составе Шуньгского сельского поселения Медвежьегорского района Республики Карелия.

## Общие сведения
Расположена на восточном берегу озера Путкозеро.
В деревне сохранилась Часовня Михаила Архангела (кон. XVII — нач. XVIII вв.)

## Население
| 2002 | 2010 | 2013 |
| ---- | ---- | ---- |
| 0    | ↗13  | →13  |